# نمط حياة السكن الزراعي

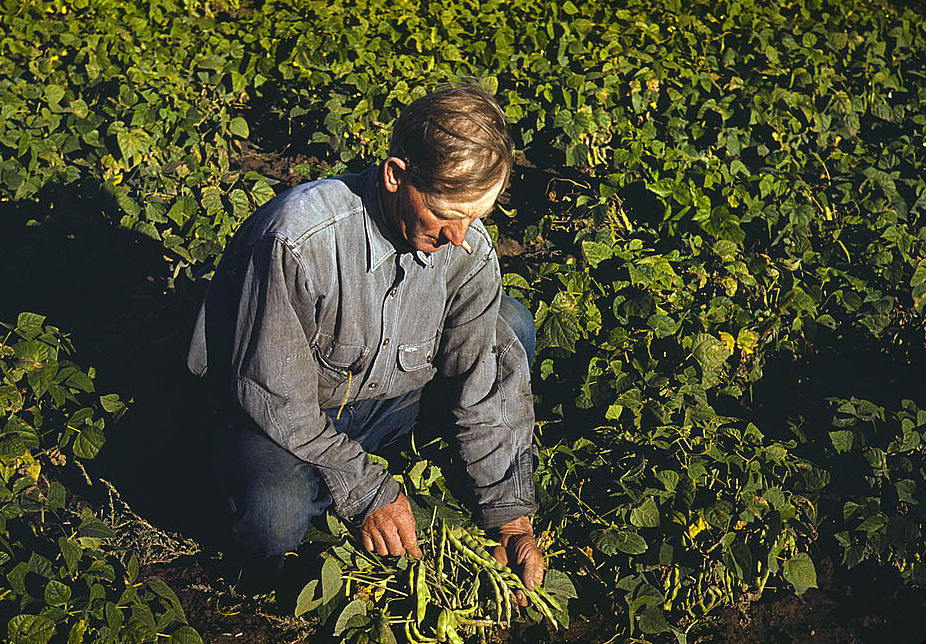
رجل يعيش في سكن الزراعي و يقطف فيه الفاصوليا في بلدة الفطيرة ، نيو مكسيكو ، 1940

نمط حياة السكن الزراعي (بالإنجليزية: Homesteading)‏، هو مصطلح عامي يصف أسلوب الحياة الذي يقوم على الإكتفاء بالذات، ومن ميزات السكن الزراعي انه يقوم على زراعة محاصيل تكفي للأفراد المكتفين بذاتهم في السكن الزراعي، والمحافظة على الغذاء في المنزل، وقد يشمل ذلك أيضًا إنتاجا صغيرا للمنسوجات والملابس والأعمال التقليدية و الحرفية للاستخدام المنزلي أو للبيع، وسعى الناس لنمط الحياة هذا بطرق مختلفة في شتى أنحاء العالم على مدى العصور، ويُفرق بشكل عام بين حياة السكن الزراعي وبين الحياة في القرى الريفية أوالمجتمعات التي تعيش في عزلة إجتماعية أو عزلة مكانية، ويعود استخدام مصطلح نمط حياة السكن الزراعي(Homesteading) في الولايات المتحدة الإمريكية إلى قانون السكن الزراعي عام (1862) وما قبل ذلك، وفي أفريقيا جنوب الصحراء الكبرى، وبالحديد في الدول التي كانت تسيطر عليها الإمبراطورية البريطانية في الماضي فقد كان يقصد بكلمة homestead (سكن زراعي) على انه السكن الذي يعيش فيه مجموعة من الأفراد أو عائلة مجتمعين، وإن مصطلح smallholder (المالك لجزء من الملكية الزراعية) و croft( مساحة صالحة للزراعة محوطة بسياج) في المملكة المتحدة يعتبران مرادفات لكلمة homesteader(المالك لقطعة ارضا يأكل محاصيلها ويعتمد عليها ليؤمن حياته).
ويستعمل الأشخاص في المساكن الزراعية غالبًا مصادر الطاقة المتجددة ومنها الطاقة الشمسية وطاقة الرياح ، ويختار الكثيرون منهم فوق ذلك زراعة الخضروات الموروثة وتربية الحيوانات التقليدية، ولا يعرف نمط حياة السكن الزراعي إعتمادا على المنطقة الذي يعيش فيه الشخص، مثل: المدينة أو البلد، بل من خلال خيارات نمط الحياة التي يتخذها الشخص في حياته.

## كقرارات سياسة حكومية تاريخية
إستُخدم السكن الزراعي من ناحية تاريخية من قبل المنظمات الحكومية (المشاركة في توسيع الوطن) للمساعدة في تأهيل المناطق غير المؤهلة للعيش سابقًا (علما بتواجد بعض السكان فيها) خاصة في الولايات المتحدة وكندا وأستراليا، وإسترشدًا بمبادئ السكن الزراعي، وضِع العديد من «القوانين التي تخص السكن الزراعي» في القرنين التاسع عشر والقرن العشرين واستهدفت مناطق محددة، وأُقيفت معظمها بعد فترة زمنية محددة أو هدف معين.
وجدد الرئيس الأمريكي فرانكلين دي روزفلت الاهتمام بالسكن الزراعي عن طريق برنامجه السكن الزراعي للمعيشة في ثلاثينيات وأربعينيات القرن العشرين.

## كحركة في المجتمع
تعود من ناحية تاريخية الجاذبية في حركات العودة إلى الأرض إلى العصر الروماني، وقد لوحظ ذلك في الشعر والفلسفة الآسيوية( الزراعة )،   وفي القرن الثامن عشر الميلادي تطورت فلسفة الفيزيوقراطية في فرنسا وبحلول القرن التاسع عشر وأوائل القرن العشرين قد ترسخت فلسفة الإصلاح الزراعية في العديد من المواقع حول العالم، وإكتسبت أفكار المؤيدين لنمط حياة السكن الزراعي المعاصر، مثل رالف بورسودي، الشعبية في الستينيات في الولايات المتحدة، وبدأت الحركات المؤيدة للإكتفاء الذاتي في التسعينيات والقرن الحادي والعشرين في تطبيق المفاهيم على معنى المنطقة الحضرية (Urban) و معنى الضواحي (Suburban)، والمعرفة بمصطلح السكن الزراعي الحضري، ووفقًا للكاتب جون سيمور، فإن «السكن الزراعي الحضري» يتضمن جزء صغير من الزراعة المستدامة و الإدارة الأسرية على نطاق صغير.

## كخيار اقتصادي
تُنبذ أنظمة الدعم الاجتماعية والحكومية للفرد في نمط حياة السكن الزراعي غالبا تأييداً للإعتماد على الذات والحرمان النسبي( الإمتناع عن شيء كخيار شخصي) من أجل تحقيق أقصى قدر ممكن من الاستقلال المادي وحق إدارة وتقرير المصير الشخصي،  وتتفاوت درجة الاستقلال المادي على نطاق واسع، فحينما يصنع العديد من أصحاب المساكن الزراعية المواد الغذائية أو الحرف اليدوية حتى يجذبُ الأسواق الراقية والمتخصصة من أجل تلبية حاجاتهم المادية. يرى البعض الأخر من ملاك المساكن الزراعية أن نمط حياة السكن الزراعي هو سلوك حياة ومهنة ناجحة تُمول الحاجة البشرية لشراء الأرض والإسكان وتسديد الضرائب، وفوق ذلك تمول المعدات المتخصصة مثل الألواح الشمسية (الطاقة الشمسية) ومعدات الزارعية والمولدات الكهربائية .
وإن أحكام الحكومية المعاصرة - على شكل قوانين البناء ، وقوانين نظافة وسلامة الغذاء، وأحكام تقسيم المناطق ، والحد الأدنى للأجر والضمان الاجتماعي للعمالة المتقطعة، وقيود بلدية المدينة على تنسيق الأراضي وتربية الحيوانات - قد زادة من التكلفة الحدية لإنتاج الطعام في المنزل في المناطق التي تطبق عليها هذه الأحكام، ويعد الإختيار الدقيق للموقع الجغرافي للسكن الزراعي عنصرا أساسيا للنجاح الاقتصادي.
ومن الفوائد المحتملة للسكن الزراعي هي تحقيق مستوى معيشيٍ يحقق الرضى عن النفس ونمط حياة صحي وممتع جدا مقارنتا بنمط الحياة التقليدية.

## قراءة المتعمقة
- كانون، بريان كيو، «تذكروا الإستيلاء: منظور الذكرى المئوية الثانية،» التاريخ الزراعي ، 87 (شتاء 2013) ، 1–29.

## الروابط خارجية
- مؤتمر منتصف أمريكا للوطن
- عروض أراضي ولاية ألاسكا وكابينة الاستجمام عن بُعد
- موسوعة أوكلاهوما للتاريخ والثقافة - الاستيطان